# Olidiana genista
Olidiana genista är en insektsart som beskrevs av Nielson 1982. Olidiana genista ingår i släktet Olidiana och familjen dvärgstritar. Inga underarter finns listade i Catalogue of Life.